# Strood
Strood es una villa de la autoridad unitaria de Medway, en el condado de Kent (Inglaterra).

## Geografía
Según la Oficina Nacional de Estadística británica, Strood tiene una superficie de 7,38 km².

## Historia y cultura
Entre sus ciudadanos más destacados se encuentra el docente Isaac Newell, quien emigró a la ciudad de Rosario, Argentina, donde fundó en 1884 el Colegio Comercial Anglo-Argentino y en cuyo honor fue fundado en 1903 el Club Atlético Newell's Old Boys.

## Demografía
Según el censo de 2001, Strood tenía 32 663 habitantes (49,08% varones, 50,92% mujeres) y una densidad de población de 4425,88 hab/km². El 22,55% eran menores de 16 años, el 71,55% tenían entre 16 y 74 y el 5,9% eran mayores de 74. La media de edad era de 36,8 años.
El 92,36% eran originarios de Inglaterra y el 2,41% de otras naciones constitutivas del Reino Unido, mientras que el 1,42% eran del resto de países europeos y el 3,82% de cualquier otro lugar. Según su grupo étnico, el 94,67% de los habitantes eran blancos, el 0,9% mestizos, el 3,18% asiáticos, el 0,6% negros, el 0,47% chinos y el 0,18% de cualquier otro. El cristianismo era profesado por el 72,5%, el budismo por el 0,23%, el hinduismo por el 0,77%, el judaísmo por el 0,04%, el islam por el 0,53%, el sijismo por el 1,54% y cualquier otra religión por el 0,37%. El 16,24% no eran religiosos y el 7,79% no marcaron ninguna opción en el censo.
Del total de habitantes con 16 o más años, el 28,55% estaban solteros, el 52,86% casados, el 2,63% separados, el 8,51% divorciados y el 7,45% viudos. Había 12 904 hogares con residentes, de los cuales el 24,77% estaban habitados por una sola persona, el 10,04% por padres solteros con o sin hijos dependientes, el 40,56% por parejas casadas y el 10,42% sin casar, con o sin hijos dependientes en ambos casos, el 8,41% por jubilados y el 5,79% por otro tipo de composición. Además, había 264 hogares sin ocupar y 7 eran alojamientos vacacionales o segundas residencias.